# 32069 Mayarao
32069 Mayarao este un asteroid din centura principală de asteroizi.

## Descriere
32069 Mayarao este un asteroid din centura principală de asteroizi. A fost descoperit pe 7 mai 2000 la Socorro, New Mexico, în cadrul proiectului LINEAR. Asteroidul prezintă o orbită caracterizată de o semiaxă mare de 2,37 ua, o excentricitate de 0,05 și o înclinație de 7,3° în raport cu ecliptica.